# جيرار رولاند (اقتصادي)
جيرار رولاند هو اقتصادي بلجيكي، ولد في 1954 في Jemappes ‏ في بلجيكا.